# Joan Jordán
Joan Jordán Moreno (Regencós, 1994. július 6. –) spanyol labdarúgó, a Sevilla középpályása.

## Pályafutása

### Klubcsapatokban
Jordán a spanyolországi Regencós városában született. Az ifjúsági pályafutását a Palafrugell, a Bisbalenc, a Gironès-Sàbat és a Poblense csapataiban kezdte, majd az Espanyol akadémiájánál folytatta.
2014. augusztus 30-án mutatkozott be az Espanyol csapatában egy Sevilla elleni első osztályú mérkőzésen; a barcelonai csapatban 2014 és 2017 között tizenkét bajnoki mérkőzésen egy gólt szerzett, a 2016-2017-es szezonban kölcsönben a másodosztályú Real Valladolid csapatában futballozott. 2017 júliusában szerződtette őt az élvonalbeli Eibar csapata, amelyben 2019 nyaráig futballozott. 2019 júliusában szerződtette őt a Sevilla csapata, amellyel első idényében Európa-liga győztes lett; ezt a sikert a klubbal 2023-ban megismételte.

### A válogatottban
Kétszer lépett pályára a katalán labdarúgó-válogatottban.

## Sikerei, díjai
- Sevilla
  - Európa-liga (2): 2019–20, 2022–23[2]